# Мазенгарб
Мазенгарб (фр. Mazingarbe) — коммуна во Франции, регион О-де-Франс, департамент Па-де-Кале, округ Ланс, кантон Бюлли-ле-Мин. Расположена в 9 км к северо-западу от Ланса и в 8 км к юго-востоку от Бетюна, в 3 км от места пересечения автомагистралей А21 и А26 "Англия".
Население (2018) — 8 036 человек.

## Достопримечательности
- Церковь Святой Риктруды XIX века
- Шато Мерсье XIX века, в котором располагается мэрия города

## Экономика
Структура занятости населения:
- сельское хозяйство - 0,3 %
- промышленность - 19,9 %
- строительство - 22,2 %
- торговля, транспорт и сфера услуг - 22,9 %
- государственные и муниципальные службы - 34,7 %

Уровень безработицы (2017) — 23,5 % (Франция в целом — 13,4 %, департамент Па-де-Кале — 17,2 %). 

Среднегодовой доход на 1 человека, евро (2017) — 16 720 (Франция в целом — 21 110, департамент Па-де-Кале — 18 610).

## Демография
Динамика численности населения, чел.

## Администрация
Пост мэра Мазенгарба с 2020 года занимает Лоран Пуассан (Laurent Poissant). На муниципальных выборах 2020 года возглавляемый им левый список победил в 1-м туре, получив 68,98 % голосов.
| Период | Период | Фамилия         | Партия                   | Примечания                                  |
| ------ | ------ | --------------- | ------------------------ | ------------------------------------------- |
| 1989   | 2019   | Бернар Урбаньяк | Радикальной левой партии | врач, член Генерального совета департамента |
| 2019   |        | Лоран Пуссан    | Разные левые             | мастер                                      |